# Anomala minima
Anomala minima är en skalbaggsart som beskrevs av Ohaus 1897. Anomala minima ingår i släktet Anomala och familjen Rutelidae. Inga underarter finns listade i Catalogue of Life.